# Katrina & the Waves
Katrina and the Waves fue una banda británica de pop rock de los años 80 y 90, especialmente conocidos por su éxito «Walking on Sunshine» y su victoria en el Festival de Eurovisión 1997 con la canción  «Love Shine a Light» representando al Reino Unido.

## Formación del grupo
Katrina Leskanich nace en la localidad estadounidense de Topeka en el estado de Kansas, hija de un militar de las fuerzas aéreas americanas condecorado en Vietnam y una madre que dejó su carrera circense para dedicarse a la familia, compuesta por Katrina y sus otros cinco hermanos. En la mitad de los años 70, se mudan al Reino Unido, donde Katrina comienza su carrera musical al conocer en 1979 a Vince de la Cruz en el coro de la iglesia en donde cantaba su madre. Junto a él y a Alex Cooper (graduado en batería por la Universidad de Cambridge), fundan en ese mismo año a Katrina and the Waves. The Waves viene del título de un libro de Virginia Woolf, de quien Alex Cooper es pariente lejano.

## Carrera musical
En 1981, Kimberley Rew se une a la banda (en realidad él había tocado en un grupo con Alex Cooper, llamado ya "The Waves» en los 70) y se lanzan en el mercado pop-rock británico de los primeros 80. Editan dos discos hasta que les llega el éxito absoluto en 1985 con la canción «Walking on Sunshine» con la que son nominados a los Grammy. A partir de ese momento su nombre entra por siempre en la historia del pop-rock británico de los 80.
Su productor de la época sería con los años el productor de R.E.M.. Aprovechando la repercusión mundial y la fama conseguida con la canción, editan otro disco del mismo estilo a finales de 1985 llamado The Waves y, aunque tienen éxito, no igualan en ventas al precedente. Su mayor éxito es la canción "Sun Street». 
En esa época realizan más de 1000 conciertos a través del mundo, siendo teloneros de Beach Boys, Pointer Sisters, The Kinks o Fleetwood Mac.
En 1989 resurgen con un nuevo disco y un pequeño éxito, "Break Of Hearts». Pero tras él, la más absoluta calma. Solamente su carrera parece ir mejor en Alemania, donde en los 90 editan tres discos: Pet the tiger, Edge of the Land y Turn Around, pero eso no es suficiente para la supervivencia del grupo.

### Eurovisión 1997
En 1997 en el seno del grupo se comienza a gestar la idea de presentar una canción para el Festival de la Canción de Eurovisión. Para ellos, el hecho de salir en la televisión les resulta algo positivo.
Finalmente son seleccionados por la BBC y se presentan al festival de 1997 en Dublín (Irlanda) con la canción "Love Shine A Light» escrita por Kimberley Rew, y lo ganan con la mayor recaudación de puntos jamás conseguida en la historia del Festival hasta ese momento (227 puntos) gracias a un arrollador directo. Al mismo tiempo la canción fue Top 3 de ventas en el Reino Unido, mejor clasificación que Walking On Sunshine.
Tras su victoria, el Festival de Eurovisión se convirtió en el talismán de la segunda oportunidad de sus carreras "convulsionando" al mundo musical británico, al ver la noche del festival como Kimberley Rew, uno de los miembros más respetados del rock de culto, se inclinaba emocionado ante los aplausos de la masa de espectadores del festival, mucho más cercanos a la música pop históricamente.

### Disolución
La banda recuperó su popularidad y editaron un "Greatest Hits» en el año 97, pero de todas maneras se disolvió en 1999 y Kimberley Rew y Katrina emprendieron sus carreras en solitario.
Katrina salió beneficiada al ser la imagen y la voz del grupo y se promociona en Europa cantando los temas más conocidos. Durante dos años presentó un programa vespertino en BBC Radio 2 y participó en una comedia musical, Leader of the pack. En mayo del año 2000 sacó su primer sencillo en solitario, "In our hearts», en un recopilatorio de cantantes femeninas donde se encontraban las «Spice Girls» y «All Saints».
En 2005, Katrina se presenta como "Katrina & the Nameless» al festival sueco Melodifestivalen, que se utiliza para elegir el representante de este país en Eurovisión. Interpreta la canción "As if tomorrow will never come», quedando clasificada para la repesca, donde finalmente queda en último lugar, no pasando a la final del Melodifestivalen. Ese mismo año fue escogida por la UER para presentar el programa conmemorativo del 50.º Aniversario del Festival de Eurovisión: Congratulations. Tras esto ha participado en numerosos programas de televisión relacionados con el eurofestival en diferentes países europeos.

## Integrantes
- Katrina Leskanich - vocalista, guitarra rítmica
- Kimberley Rew - guitarra líder
- Alex Cooper - Batería
- Vince de la Cruz - bajo

## Discografía

### Álbumes
- Shock Horror (1983)
- Walking on Sunshine (1983)
- Katrina and the Waves 2 (1984)
- Katrina and the Waves (1985) #28 UK
- Waves (1986) #25 US
- Break of Hearts (1989) #122 US*
- Pet The Tiger (1991)
- Edge of the Land (1993)
- Turnaround (1994)
- Roses (1995)
- Katrina and the Waves / Waves (1996)
- Walk on Water (1997)
- Walking on Sunshine - Greatest Hits (1997)
- The Original Recordings - 1983-1984 (2003)

### Sencillos
- "Que Te Quiero" (1984) #84 Reino Unido, #71 Estados Unidos
- "Walking on Sunshine" (1985) #8 Reino Unido, #9 Estados Unidos, #4 Australia
- "Do You Want Crying" (1985) #96 Reino Unido, #37 Estados Unidos
- "Is That It" (1986) #82 Reino Unido, #70 Estados Unidos
- "Sun Street" (1986) #22 Reino Unidov
- "That's The Way" (1989) #84 Reino Unido, #16 Estados Unidos
- "Rock 'N' Roll Girl" (1989) #93 Reino Unido
- "Walking on Sunshine" (re-issue) (1996) #53 Reino Unido
- "Love Shine a Light" (1997) #3 Reino Unido